# Les Brumes du souvenir
Série
Les Murs du souvenir
(2019)
Pour plus de détails, voir Fiche technique et Distribution.
Les Brumes du souvenir est un téléfilm français réalisé par Sylvie Ayme, diffusé pour la première fois en Suisse le 21 avril 2017 sur RTS Un et le lendemain en France, le 22 avril 2017 sur France 3.

## Synopsis
Verdun, au coeur de la zone rouge. Jean Mercier, maire de la commune-fantôme de Bezonvaux, est retrouvé assassiné. L'enquête est confiée à Clara Merisi, capitaine de la police criminelle au SRPJ de Nancy. Sur place, elle est épaulée par la gendarmerie de Verdun, mais aussi par François Gilbert, anthropologue judiciaire et historien en poste à l'ossuaire de Douaumont. C'est lui qui, quelques jours plus tard, déterre, à proximité de la scène de crime, le cadavre d'une femme dont la mort ne remonte certainement pas à la Grande Guerre, mais plutôt aux années 80. Au milieu de cette zone rouge peuplée des fantômes du champ de bataille, ce crime puis la découverte de cette femme morte, trente ans après sa disparition, vient raconter une histoire simple, à côté de la grande Histoire, celle d'une famille...

## Fiche technique[1]
- Réalisation : Sylvie Ayme
- Scénario, adaptation et dialogues : Gilles Cahoreau et Nathalie Hugon
- Productions : Dalva Productions, avec la participation de France Télévisions, TV5 Monde et la Radio télévision suisse
- Productrice : Delphine Wautier
- Directeur de la photographie : Philippe Lardon
- Première assistante de réalisation : Emmanuel Caquille
- Décors : Christel Roche-Chevalier
- Costumes : Marie Jagou
- Chef monteuse : Régine Leclerc
- Musique : Nicolas Jorelle
- Première diffusion :
  - Suisse : 21 avril 2017 sur RTS Un
  - France : 22 avril 2017 sur France 3

## Distribution[1]
- Gaëlle Bona : capitaine de police Clara Merisi
- David Kammenos : François Gilbert surnommé le chasseur de fantômes
- Mhamed Arezki : Guillaume Barot
- Didier Flamand : Bertrand Gilbert, le père de François
- Pascal Elso : colonel de gendarmerie Mirande
- Robert Plagnol : Fred, le mari de Clara
- Marie-Christine Barrault : Alice Blondel, la châtelaine
- Jean-Marie Frin : Jean Mercier, le maire de Bezonvaux
- Catherine Davenier : Andréa, l'aubergiste
- Olivier Saladin : Alban Prevost
- Sylvie Granotier : Christine Blondel, la sœur d'Alice
- Thierry Nenez : Nicolas Blouet
- Michel Beatrix : André Blouet
- Ladislawa Laval : Léonie
- Maxime Jullia : l'avocat de Blouet
- Mohamed Brikat : démineur
- Déborah Lamy : le légiste
- le chien Poilu

## Tournage
Le tournage s'est notamment déroulé du 16 novembre au 14 décembre 2016 à Verdun, Bezonvaux et à l'Ossuaire de Douaumont, sous le titre initial Chasseur de Fantômes,.

## Audience
La diffusion du téléfilm sur France 3, le 22 avril 2017, a rassemblé 3 758 000 téléspectateurs, en France, représentant 16,5 % de part d'audience.

## Suites
En 2019 et 2020, une première, puis une seconde suite, avec les mêmes acteurs, sont diffusées, Les Murs du souvenir (diffusé le 12 octobre 2019 sur France 3) et Les Ondes du souvenir (diffusé le 12 décembre 2020 sur France 3), par la même réalisatrice, les mêmes scénaristes et reprenant les mêmes acteurs.